# نيكول برادتكه
نيكول برادتكه (بالإنجليزية: Nicole Bradtke) مواليد 22 سبتمبر 1969 في ملبورن، هي لاعبة كرة مضرب أسترالية سابقة بدأت مسيرتها كمحترفة سنة 1986 وكانت تلعب باليد اليمنى، اعتزلت اللعب في 1997. كما أنها إحدى بطلات الجراند سلام. أعلى تصنيف لها في الفردي كان المركز الـ 24 في سنة 1993. سبق أن شاركت في دورة الألعاب الأولمبية الصيفية.

## بطولات حققتها
- بطولة أستراليا المفتوحة للتنس

## النهائيات

### الزوجي المختلط: 4 (الألقاب 2, الوصافة 2)
| الحصيلة | السنة | البطولة                       | الأرضية | الشريك       | المنافس                              | النتيجة             |
| الوصافة | 1987  | ويمبلدون                      | عشبية   | دارين كاهيل  | جو بيوري جيريمي بيتس                 | 7–6(12–10), 6–3     |
| الوصافة | 1990  | دورة رولان غاروس الدولية      | ترابية  | داني فيسر    | أرانتشا سانتشيث فيكاريو خورخي لوزانو | 7–6(7–5), 7–6(10–8) |
| الفوز   | 1992  | بطولة أستراليا المفتوحة للتنس | صلبة    | مارك وودفورد | أرانتشا سانتشيث فيكاريو تود وودبريدج | 6–3, 4–6, 11–9      |
| الفوز   | 1992  | بطولة أمريكا المفتوحة للتنس   | صلبة    | مارك وودفورد | هيلينا سيكوفا توم نيجسين             | 4–6, 6–3, 6–3       |

## روابط خارجية
- نيكول برادتكه على موقع IMDb (الإنجليزية)
- نيكول برادتكه على موقع رابطة محترفات التنس (الإنجليزية)
- نيكول برادتكه على موقع الاتحاد الدولي لكرة المضرب (الإنجليزية)
- نيكول برادتكه على موقع كأس بيلي جين كينغ (الإنجليزية)
- نيكول برادتكه على موقع اتحاد التنس الأسترالي (الإنجليزية)
- نيكول برادتكه على موقع خلاصة التنس.كوم (الإنجليزية)
- نيكول برادتكه على موقع أوليمبيديا (الإنجليزية)
- نيكول برادتكه على موقع اللجنة الأولمبية الأسترالية (الإنجليزية)